# ATP Challenger Tour 2024
Ten artykuł dotyczy trwającego lub niedawnego wydarzenia sportowego. Informacje w nim zamieszczone mogą się zmienić lub zdezaktualizować wraz z postępem zdarzenia. Początkowe doniesienia, wyniki lub statystyki mogą być niepewne. Ostatnie aktualizacje do tego artykułu mogą nie odzwierciedlać najbardziej aktualnych informacji.
ATP Challenger Tour 2024 – drugi co do ważności sezon profesjonalnych męskich turniejów tenisowych organizowanych przez Association of Tennis Professionals w 2024 roku. Kalendarz ATP Challenger Tour 2024 obejmuje 84 turniejów (stan na maj 2024), a nagrody pieniężne wahają się od 40 do 220 tys.  dolarów. Jest to 47. edycja rozgrywek.
W związku z inwazją Rosji na Ukrainę federacje tenisowe z Rosji i Białorusi zostały zawieszone i wycofane ze wszystkich międzynarodowych rozgrywek drużynowych, a zawodniczki i zawodnicy z Rosji i Białorusi nie mogą startować pod flagą i nazwą swojego państwa.

## Kalendarz turniejów
| Challenger 175 |
| Challenger 125 |
| Challenger 100 |
| Challenger 75  |
| Challenger 50  |

### Styczeń
| Tydzień | Data        | Turniej                                                             | Zwycięzcy                                       | Wynik             | Finaliści                                           | Półfinaliści                             | Ćwierćfinaliści                                                                 |
| ------- | ----------- | ------------------------------------------------------------------- | ----------------------------------------------- | ----------------- | --------------------------------------------------- | ---------------------------------------- | ------------------------------------------------------------------------------- |
| 1.      | 1 stycznia  | Canberra Tennis International Canberra Challenger 125 Twarda        | Dominik Koepfer                                 | 6:3, 6:2          | Jakub Menšík                                        | Gabriel Diallo Brandon Nakashima         | David Goffin Matteo Gigante Alexander Ritschard Tristan Schoolkate              |
| 1.      | 1 stycznia  | Canberra Tennis International Canberra Challenger 125 Twarda        | Daniel Rincón Abdullah Shelbayh                 | 7:6(4), 6:3       | André Göransson Albano Olivetti                     | Gabriel Diallo Brandon Nakashima         | David Goffin Matteo Gigante Alexander Ritschard Tristan Schoolkate              |
| 1.      | 1 stycznia  | Open Nouvelle-Calédonie Nouméa Nowa Kaledonia Challenger 100 Twarda | Arthur Cazaux                                   | 6:1, 6:1          | Enzo Couacaud                                       | Gijs Brouwer Harold Mayot                | Richard Gasquet Hugo Gaston Benoît Paire Jesper de Jong                         |
| 1.      | 1 stycznia  | Open Nouvelle-Calédonie Nouméa Nowa Kaledonia Challenger 100 Twarda | Colin Sinclair Rubin Statham                    | 7:5, 6:2          | Toshihide Matsui Calum Puttergill                   | Gijs Brouwer Harold Mayot                | Richard Gasquet Hugo Gaston Benoît Paire Jesper de Jong                         |
| 1.      | 1 stycznia  | Nonthaburi Challenger Nonthaburi Challenger 75 Twarda               | Valentin Vacherot                               | 3:1 krecz         | Lucas Pouille                                       | Hong Seong-chan Hsu Yu-hsiou             | Gauthier Onclin Marat Szaripow Francesco Passaro Brandon Holt                   |
| 1.      | 1 stycznia  | Nonthaburi Challenger Nonthaburi Challenger 75 Twarda               | Arthur Fery Joshua Paris                        | 6:2, 7:5          | Pruchya Isaro Maximus Jones                         | Hong Seong-chan Hsu Yu-hsiou             | Gauthier Onclin Marat Szaripow Francesco Passaro Brandon Holt                   |
| 1.      | 1 stycznia  | Oeiras Indoors Oeiras Challenger 50 Twarda (hala)                   | Maks Kaśnikowski                                | 7:6(1), 4:6, 6:3  | Gastão Elias                                        | Jahor Hierasimau Valentin Royer          | Thai-Son Kwiatkowski Jaime Faria Tristan Lamasine João Sousa                    |
| 1.      | 1 stycznia  | Oeiras Indoors Oeiras Challenger 50 Twarda (hala)                   | Jay Clarke Marcus Willis                        | 6:4, 6:7(9), 10–3 | Théo Arribagé Michael Geerts                        | Jahor Hierasimau Valentin Royer          | Thai-Son Kwiatkowski Jaime Faria Tristan Lamasine João Sousa                    |
| 2.      | 8 stycznia  | Nonthaburi Challenger II Nonthaburi Challenger 75 Twarda            | Valentin Vacherot                               | 7:5, 7:6(4)       | Manuel Guinard                                      | Arthur Fery Rio Noguchi                  | Dennis Novak Hiroki Moriya Yasutaka Uchiyama Brandon Holt                       |
| 2.      | 8 stycznia  | Nonthaburi Challenger II Nonthaburi Challenger 75 Twarda            | Manuel Guinard Grégoire Jacq                    | 6:4, 7:6(5)       | Francis Alcantara Sun Fajing                        | Arthur Fery Rio Noguchi                  | Dennis Novak Hiroki Moriya Yasutaka Uchiyama Brandon Holt                       |
| 2.      | 8 stycznia  | Oeiras Indoors II Oeiras Challenger 75 Twarda (hala)                | Leandro Riedi                                   | 7:6(6), 6:2       | Martin Damm                                         | Marius Copil Gastão Elias                | Alejandro Moro Cañas João Sousa Elmer Møller Valentin Royer                     |
| 2.      | 8 stycznia  | Oeiras Indoors II Oeiras Challenger 75 Twarda (hala)                | Karol Drzewiecki Piotr Matuszewski              | 6:3, 6:4          | Arjun Kadhe Marcus Willis                           | Marius Copil Gastão Elias                | Alejandro Moro Cañas João Sousa Elmer Møller Valentin Royer                     |
| 2.      | 8 stycznia  | Challenger AAT Buenos Aires Challenger 50 Ceglana                   | Gonzalo Bueno                                   | 6:4, 2:6, 7:6(4)  | Dmitrij Popko                                       | João Fonseca João Reis da Silva          | Gianluca Mager Tristan Boyer Max Houkes Mateus Alves                            |
| 2.      | 8 stycznia  | Challenger AAT Buenos Aires Challenger 50 Ceglana                   | Arklon Huertas del Pino Conner Huertas del Pino | 6:3, 3:6, 10–6    | Max Houkes Lukas Neumayer                           | João Fonseca João Reis da Silva          | Gianluca Mager Tristan Boyer Max Houkes Mateus Alves                            |
| 3.      | 15 stycznia | Tenerife Challenger Teneryfa Challenger 100 Twarda                  | Brandon Nakashima                               | 6:3, 6:4          | Pedro Martínez                                      | Denis Jewsiejew Javier Barranco Cosano   | Samuel Vincent Ruggeri Francesco Maestrelli Michaił Kukuszkin Pablo Llamas Ruiz |
| 3.      | 15 stycznia | Tenerife Challenger Teneryfa Challenger 100 Twarda                  | Vasil Kirkov Luis David Martínez                | 3:6, 6:4, 10–3    | Karol Drzewiecki Piotr Matuszewski                  | Denis Jewsiejew Javier Barranco Cosano   | Samuel Vincent Ruggeri Francesco Maestrelli Michaił Kukuszkin Pablo Llamas Ruiz |
| 3.      | 15 stycznia | Nonthaburi Challenger III Nonthaburi Challenger 75 Twarda           | Matteo Gigante                                  | 6:4, 6:1          | Hong Seong-chan                                     | Jason Jung Giovanni Fonio                | Duje Ajduković Ryan Peniston Nicolas Moreno de Alboran Dennis Novak             |
| 3.      | 15 stycznia | Nonthaburi Challenger III Nonthaburi Challenger 75 Twarda           | Luke Johnson Skander Mansouri                   | 7:5, 6:4          | Rithvik Choudary Bollipalli Niki Kaliyanda Poonacha | Jason Jung Giovanni Fonio                | Duje Ajduković Ryan Peniston Nicolas Moreno de Alboran Dennis Novak             |
| 3.      | 15 stycznia | Southern California Open Indian Wells Challenger 50 Twarda          | Mitchell Krueger                                | 4:6, 6:3, 6:4     | Brandon Holt                                        | Paul Jubb Thai-Son Kwiatkowski           | Omni Kumar Learner Tien Daniel Cukierman Marco Trungelliti                      |
| 3.      | 15 stycznia | Southern California Open Indian Wells Challenger 50 Twarda          | Ryan Seggerman Patrik Trhac                     | 6:2, 7:6(3)       | Thai-Son Kwiatkowski Alex Lawson                    | Paul Jubb Thai-Son Kwiatkowski           | Omni Kumar Learner Tien Daniel Cukierman Marco Trungelliti                      |
| 3.      | 15 stycznia | Challenger AAT II Buenos Aires Challenger 50 Ceglana                | Facundo Bagnis                                  | 7:5, 1:6, 7:5     | Mariano Navone                                      | Edoardo Lavagno Dmitrij Popko            | Murkel Dellien Santiago Rodríguez Taverna Andrea Collarini Liam Draxl           |
| 3.      | 15 stycznia | Challenger AAT II Buenos Aires Challenger 50 Ceglana                | João Fonseca Pedro Sakamoto                     | 6:2, 6:2          | Jakob Schnaitter Mark Wallner                       | Edoardo Lavagno Dmitrij Popko            | Murkel Dellien Santiago Rodríguez Taverna Andrea Collarini Liam Draxl           |
| 4.      | 22 stycznia | BW Open Ottignies-Louvain-la-Neuve Challenger 125 Twarda (hala)     | Leandro Riedi                                   | 7:5, 6:2          | Borna Ćorić                                         | Damir Džumhur Brandon Nakashima          | Abdullah Shelbayh Henri Squire Marc-Andrea Hüsler Jan Choinski                  |
| 4.      | 22 stycznia | BW Open Ottignies-Louvain-la-Neuve Challenger 125 Twarda (hala)     | Luke Johnson Skander Mansouri                   | 7:5, 6:3          | Sander Arends Sem Verbeek                           | Damir Džumhur Brandon Nakashima          | Abdullah Shelbayh Henri Squire Marc-Andrea Hüsler Jan Choinski                  |
| 4.      | 22 stycznia | Open Quimper Bretagne Quimper Challenger 125 Twarda (hala)          | Pierre-Hugues Herbert                           | 6:3, 6:2          | Duje Ajduković                                      | Harold Mayot Matteo Martineau            | Otto Virtanen Maxime Cressy Mathias Bourgue Arthur Rinderknech                  |
| 4.      | 22 stycznia | Open Quimper Bretagne Quimper Challenger 125 Twarda (hala)          | Manuel Guinard Arthur Rinderknech               | 7:6(4), 6:3       | Anirudh Chandrasekar Vijay Sundar Prashanth         | Harold Mayot Matteo Martineau            | Otto Virtanen Maxime Cressy Mathias Bourgue Arthur Rinderknech                  |
| 4.      | 22 stycznia | Punta Open Punta del Este Challenger 75 Ceglana                     | Gianluca Mager                                  | 6:7(5), 6:2, 6:0  | Thiago Agustín Tirante                              | Román Andrés Burruchaga Marco Cecchinato | Thiago Monteiro Murkel Dellien Juan Manuel Cerúndolo Radu Albot                 |
| 4.      | 22 stycznia | Punta Open Punta del Este Challenger 75 Ceglana                     | Murkel Dellien Federico Agustín Gómez           | 6:3, 6:2          | Guido Andreozzi Guillermo Durán                     | Román Andrés Burruchaga Marco Cecchinato | Thiago Monteiro Murkel Dellien Juan Manuel Cerúndolo Radu Albot                 |
| 4.      | 22 stycznia | Southern California Open II Indian Wells Challenger 50 Twarda       | Blaise Bicknell                                 | 6:3, 6:2          | Zachary Svajda                                      | Sebastian Fanselow Andre Ilagan          | Bor Artnak Learner Tien Brandon Holt Thai-Son Kwiatkowski                       |
| 4.      | 22 stycznia | Southern California Open II Indian Wells Challenger 50 Twarda       | Ryan Seggerman Patrik Trhac                     | 6:4, 3:6, 10–3    | Thomas Fancutt Ajeet Rai                            | Sebastian Fanselow Andre Ilagan          | Bor Artnak Learner Tien Brandon Holt Thai-Son Kwiatkowski                       |
| 5.      | 29 stycznia | Koblenz Open Koblencja Challenger 100 Twarda (hala)                 | Jurij Rodionov                                  | 6:7(7), 6:1, 6:2  | Brandon Nakashima                                   | Stefano Travaglia Hazem Naw              | Martin Damm Zdeněk Kolář Rudolf Molleker Max Hans Rehberg                       |
| 5.      | 29 stycznia | Koblenz Open Koblencja Challenger 100 Twarda (hala)                 | Sander Arends Sem Verbeek                       | 6:4, 6:2          | Jakob Schnaitter Mark Wallner                       | Stefano Travaglia Hazem Naw              | Martin Damm Zdeněk Kolář Rudolf Molleker Max Hans Rehberg                       |
| 5.      | 29 stycznia | Burnie International Burnie Challenger 75 Twarda                    | Omar Jasika                                     | 6:2, 6:7(2), 6:3  | Alex Bolt                                           | Yasutaka Uchiyama Shintarō Imai          | Marc Polmans Hiroki Moriya Luke Saville Dane Sweeny                             |
| 5.      | 29 stycznia | Burnie International Burnie Challenger 75 Twarda                    | Alex Bolt Luke Saville                          | 5:7, 6:3, 12–10   | Tristan Schoolkate Adam Walton                      | Yasutaka Uchiyama Shintarō Imai          | Marc Polmans Hiroki Moriya Luke Saville Dane Sweeny                             |
| 5.      | 29 stycznia | Cleveland Open Cleveland Challenger 75 Twarda (hala)                | Patrick Kypson                                  | 4:6, 6:3, 6:2     | Ethan Quinn                                         | Denis Kudla James Duckworth              | Quinn Vandecasteele Tennys Sandgren Thai-Son Kwiatkowski Emilio Nava            |
| 5.      | 29 stycznia | Cleveland Open Cleveland Challenger 75 Twarda (hala)                | George Goldhoff James Trotter                   | 6:7(0), 6:3, 10–8 | Tristan Schoolkate Adam Walton                      | Denis Kudla James Duckworth              | Quinn Vandecasteele Tennys Sandgren Thai-Son Kwiatkowski Emilio Nava            |
| 5.      | 29 stycznia | Brasil Tennis Challenger Piracicaba Challenger 75 Ceglana           | Camilo Ugo Carabelli                            | 7:5, 6:4          | Federico Coria                                      | Felix Gill Matheus Pucinelli de Almeida  | Gianluca Mager Iwan Gachow Kilian Feldbausch Alexander Weis                     |
| 5.      | 29 stycznia | Brasil Tennis Challenger Piracicaba Challenger 75 Ceglana           | Guido Andreozzi Guillermo Durán                 | 6:2, 7:6(5)       | Daniel Dutra da Silva Pedro Sakamoto                | Felix Gill Matheus Pucinelli de Almeida  | Gianluca Mager Iwan Gachow Kilian Feldbausch Alexander Weis                     |

### Luty
| Tydzień | Data      | Turniej                                                                     | Zwycięzcy                             | Wynik               | Finaliści                                           | Półfinaliści                         | Ćwierćfinaliści                                                          |
| ------- | --------- | --------------------------------------------------------------------------- | ------------------------------------- | ------------------- | --------------------------------------------------- | ------------------------------------ | ------------------------------------------------------------------------ |
| 6.      | 5 lutego  | Chennai Open Challenger Ćennaj Challenger 100 Twarda                        | Sumit Nagal                           | 6:1, 6:4            | Luca Nardi                                          | Tseng Chun-hsin Dalibor Svrčina      | Stefano Napolitano Enrico Dalla Valle Mukund Sasikumar Dominik Palán     |
| 6.      | 5 lutego  | Chennai Open Challenger Ćennaj Challenger 100 Twarda                        | Saketh Myneni Ramkumar Ramanathan     | 3:6, 6:3, 10–5      | Rithvik Choudary Bollipalli Niki Kaliyanda Poonacha | Tseng Chun-hsin Dalibor Svrčina      | Stefano Napolitano Enrico Dalla Valle Mukund Sasikumar Dominik Palán     |
| 6.      | 5 lutego  | Burnie International II Burnie Challenger 75 Twarda                         | Adam Walton                           | 6:2, 7:6(4)         | Dane Sweeny                                         | Tristan Schoolkate Yasutaka Uchiyama | Philip Sekulic Li Tu James McCabe Christian Langmo                       |
| 6.      | 5 lutego  | Burnie International II Burnie Challenger 75 Twarda                         | Benjamin Lock Yuta Shimizu            | 6:4, 7:6(4)         | Blake Bayldon Kody Pearson                          | Tristan Schoolkate Yasutaka Uchiyama | Philip Sekulic Li Tu James McCabe Christian Langmo                       |
| 6.      | 5 lutego  | Nottingham Challenger Nottingham Challenger 50 Twarda (hala)                | Giovanni Mpetshi Perricard            | 7:6(2), 6:4         | Matteo Martineau                                    | Michaił Kukuszkin Alexander Blockx   | Dimityr Kuzmanow Zdeněk Kolář Abdullah Shelbayh Hamish Stewart           |
| 6.      | 5 lutego  | Nottingham Challenger Nottingham Challenger 50 Twarda (hala)                | Petr Nouza Patrik Rikl                | 6:3, 7:6(3)         | Antoine Escoffier Joshua Paris                      | Michaił Kukuszkin Alexander Blockx   | Dimityr Kuzmanow Zdeněk Kolář Abdullah Shelbayh Hamish Stewart           |
| 7.      | 12 lutego | Bahrain Ministry of Interior Tennis Challenger Manama Challenger 125 Twarda | Michaił Kukuszkin                     | 7:6(5), 6:4         | Richard Gasquet                                     | Damir Džumhur Jakub Menšík           | Billy Harris Daniel Rincón Marco Trungelliti Abdullah Shelbayh           |
| 7.      | 12 lutego | Bahrain Ministry of Interior Tennis Challenger Manama Challenger 125 Twarda | Sergio Martos Gornés Petros Tsitsipas | 3:6, 6:3, 10–8      | Vasil Kirkov Patrik Niklas-Salminen                 | Damir Džumhur Jakub Menšík           | Billy Harris Daniel Rincón Marco Trungelliti Abdullah Shelbayh           |
| 7.      | 12 lutego | Bengaluru Open Bengaluru Challenger 100 Twarda                              | Stefano Napolitano                    | 4:6, 6:3, 6:3       | Hong Seong-chan                                     | Oriol Roca Batalla Sumit Nagal       | Ramkumar Ramanathan Maks Kaśnikowski Moez Echargui Adam Walton           |
| 7.      | 12 lutego | Bengaluru Open Bengaluru Challenger 100 Twarda                              | Saketh Myneni Ramkumar Ramanathan     | 6:3, 6:4            | Constantin Bittoun Kouzmine Maxime Janvier          | Oriol Roca Batalla Sumit Nagal       | Ramkumar Ramanathan Maks Kaśnikowski Moez Echargui Adam Walton           |
| 7.      | 12 lutego | Challenger La Manche Cherbourg-en-Cotentin Challenger 75 Twarda (hala)      | Zsombor Piros                         | 6:3, 6:4            | Matteo Martineau                                    | Michael Geerts Quentin Halys         | Mark Lajal Alibiek Kaczmazow Nikołaj Wylegżanin Titouan Droguet          |
| 7.      | 12 lutego | Challenger La Manche Cherbourg-en-Cotentin Challenger 75 Twarda (hala)      | George Goldhoff James Trotter         | 6:2, 6:3            | Ryan Nijboer Niklas Schell                          | Michael Geerts Quentin Halys         | Mark Lajal Alibiek Kaczmazow Nikołaj Wylegżanin Titouan Droguet          |
| 7.      | 12 lutego | Murray Trophy – Glasgow Glasgow Challenger 50 Twarda (hala)                 | Clément Chidekh                       | 0:6, 6:4, 6:1       | Paul Jubb                                           | Manuel Guinard Elmar Ejupovic        | Hamish Stewart Nicola Kuhn Henry Searle Stuart Parker                    |
| 7.      | 12 lutego | Murray Trophy – Glasgow Glasgow Challenger 50 Twarda (hala)                 | Scott Duncan Marcus Willis            | 6:3, 6:2            | Kyle Edmund Henry Searle                            | Manuel Guinard Elmar Ejupovic        | Hamish Stewart Nicola Kuhn Henry Searle Stuart Parker                    |
| 8.      | 19 lutego | Teréga Open Pau–Pyrénées Pau Challenger 125 Twarda (hala)                   | Otto Virtanen                         | 7:5, 7:5            | Leandro Riedi                                       | Clément Chidekh Brandon Nakashima    | Dino Prižmić Titouan Droguet Mattia Bellucci Lucas Pouille               |
| 8.      | 19 lutego | Teréga Open Pau–Pyrénées Pau Challenger 125 Twarda (hala)                   | Christian Harrison Brandon Nakashima  | 7:6(5), 6:4         | Romain Arneodo Tristan-Samuel Weissborn             | Clément Chidekh Brandon Nakashima    | Dino Prižmić Titouan Droguet Mattia Bellucci Lucas Pouille               |
| 8.      | 19 lutego | Pune Challenger Pune Challenger 100 Twarda                                  | Valentin Vacherot                     | 3:6, 7:6(5), 7:6(5) | Adam Walton                                         | Dane Sweeny Duje Ajduković           | Niki Kaliyanda Poonacha Enzo Couacaud Mukund Sasikumar Aleksiej Zacharow |
| 8.      | 19 lutego | Pune Challenger Pune Challenger 100 Twarda                                  | Tristan Schoolkate Adam Walton        | 7:6(4), 7:5         | Dan Added Chung Yun-seong                           | Dane Sweeny Duje Ajduković           | Niki Kaliyanda Poonacha Enzo Couacaud Mukund Sasikumar Aleksiej Zacharow |
| 8.      | 19 lutego | Tenerife Challenger II Teneryfa Challenger 75 Twarda                        | Matteo Gigante                        | 6:2, 6:4            | Stefano Travaglia                                   | Jules Marie Francesco Maestrelli     | Henrique Rocha Jozef Kovalík Martin Damm Salvatore Caruso                |
| 8.      | 19 lutego | Tenerife Challenger II Teneryfa Challenger 75 Twarda                        | Petr Nouza Patrik Rikl                | 6:4, 4:6, 11–9      | Sander Arends Sem Verbeek                           | Jules Marie Francesco Maestrelli     | Henrique Rocha Jozef Kovalík Martin Damm Salvatore Caruso                |
| 9.      | 26 lutego | Play In Challenger Lille Challenger 100 Twarda (hala)                       | Arthur Rinderknech                    | 6:4, 3:6, 7:6(8)    | Joris De Loore                                      | Otto Virtanen Pierre-Hugues Herbert  | Billy Harris Grégoire Barrère Radu Albot Giovanni Mpetshi Perricard      |
| 9.      | 26 lutego | Play In Challenger Lille Challenger 100 Twarda (hala)                       | Christian Harrison Marcus Willis      | 7:6(6), 6:3         | Titouan Droguet Giovanni Mpetshi Perricard          | Otto Virtanen Pierre-Hugues Herbert  | Billy Harris Grégoire Barrère Radu Albot Giovanni Mpetshi Perricard      |
| 9.      | 26 lutego | Delhi Open Nowe Delhi Challenger 75 Twarda                                  | Geoffrey Blancaneaux                  | 6:4, 6:2            | Coleman Wong                                        | Yuta Shimizu Tristan Boyer           | Enrico Dalla Valle Tristan Schoolkate Dalibor Svrčina Philip Sekulic     |
| 9.      | 26 lutego | Delhi Open Nowe Delhi Challenger 75 Twarda                                  | Piotr Matuszewski Matthew Romios      | 6:4, 6:4            | Jakob Schnaitter Mark Wallner                       | Yuta Shimizu Tristan Boyer           | Enrico Dalla Valle Tristan Schoolkate Dalibor Svrčina Philip Sekulic     |
| 9.      | 26 lutego | Tenerife Challenger III Teneryfa Challenger 75 Twarda                       | Michaił Kukuszkin                     | 6:2, 2:0 krecz      | Matteo Gigante                                      | Martín Landaluce Bu Yunchaokete      | Daniel Mérida Lukas Neumayer Martin Damm Alejandro Moro Cañas            |
| 9.      | 26 lutego | Tenerife Challenger III Teneryfa Challenger 75 Twarda                       | Sander Arends Sem Verbeek             | 6:4, 6:4            | Marco Bortolotti Sergio Martos Gornés               | Martín Landaluce Bu Yunchaokete      | Daniel Mérida Lukas Neumayer Martin Damm Alejandro Moro Cañas            |
| 9.      | 26 lutego | Rwanda Challenger Kigali Challenger 50 Ceglana                              | Kamil Majchrzak                       | 6:4, 6:4            | Marco Trungelliti                                   | Max Houkes Stefan Kozlov             | Corentin Denolly Calvin Hemery Nicholas David Ionel Jiszaj Oljel         |
| 9.      | 26 lutego | Rwanda Challenger Kigali Challenger 50 Ceglana                              | Max Houkes Clément Tabur              | 6:3, 7:6(4)         | Pruchya Isaro Christopher Rungkat                   | Max Houkes Stefan Kozlov             | Corentin Denolly Calvin Hemery Nicholas David Ionel Jiszaj Oljel         |

### Marzec
| Tydzień | Data     | Turniej                                                        | Zwycięzcy                        | Wynik                | Finaliści                               | Półfinaliści                                | Ćwierćfinaliści                                                               |
| ------- | -------- | -------------------------------------------------------------- | -------------------------------- | -------------------- | --------------------------------------- | ------------------------------------------- | ----------------------------------------------------------------------------- |
| 10.     | 4 marca  | Challenger Città di Lugano Lugano Challenger 75 Twarda (hala)  | Otto Virtanen                    | 6:7(4), 6:4, 7:6(3)  | Daniel Masur                            | Zizou Bergs Rudolf Molleker                 | Michaił Kukuszkin Radu Albot Gijs Brouwer Pierre-Hugues Herbert               |
| 10.     | 4 marca  | Challenger Città di Lugano Lugano Challenger 75 Twarda (hala)  | Sander Arends Sem Verbeek        | 6:7(9), 7:6(1), 10:8 | Constantin Frantzen Hendrik Jebens      | Zizou Bergs Rudolf Molleker                 | Michaił Kukuszkin Radu Albot Gijs Brouwer Pierre-Hugues Herbert               |
| 10.     | 4 marca  | Santa Cruz Challenger Santa Cruz Challenger 75 Twarda (hala)   | Camilo Ugo Carabelli             | 6:4, 6:2             | Murkel Dellien                          | Thiago Monteiro Renzo Olivo                 | Pedro Sakamoto Gonçalo Oliveira Roman Andres Burruchaga Juan Manuel Cerundolo |
| 10.     | 4 marca  | Santa Cruz Challenger Santa Cruz Challenger 75 Twarda (hala)   | Andrea Collarini Renzo Olivo     | 6;4, 6:1             | Hugo Dellien Murkel Dellien             | Thiago Monteiro Renzo Olivo                 | Pedro Sakamoto Gonçalo Oliveira Roman Andres Burruchaga Juan Manuel Cerundolo |
| 10.     | 4 marca  | Rwanda Challenger II Kigali Challenger 50 Ceglana              | Marco Trungelliti                | 6:4, 6:2             | Clément Tabur                           | Kamil Majchrzak Damien Wenger               | Stefan Kozlov Mohamed Safwat Calvin Hemery Daniel Cukierman                   |
| 10.     | 4 marca  | Rwanda Challenger II Kigali Challenger 50 Ceglana              | Thomas Fancutt Hunter Reese      | 6:1, 7:5             | S D Prajwal Dev David Pichler           | Kamil Majchrzak Damien Wenger               | Stefan Kozlov Mohamed Safwat Calvin Hemery Daniel Cukierman                   |
| 11.     | 11 marca | Arizona Tennis Classic Phoenix Challenger 175 Twarda           | Nuno Borges                      | 7:5, 7:6(4)          | Matteo Berrettini                       | Luca Van Assche Aleksandar Vukic            | Thanasi Kokkinakis Denis Kudla Quentin Halys Térence Atmane                   |
| 11.     | 11 marca | Arizona Tennis Classic Phoenix Challenger 175 Twarda           | Sadio Doumbia Fabien Reboul      | 6:3, 6:2             | Rinky Hijikata Henry Patten             | Luca Van Assche Aleksandar Vukic            | Thanasi Kokkinakis Denis Kudla Quentin Halys Térence Atmane                   |
| 11.     | 11 marca | Challenger de Santiago Santiago Challenger 75 Ceglana          | Juan Pablo Varillas              | 6:3, 6:2             | Facundo Bagnis                          | Gustavo Heide Liam Draxl                    | Gianluca Mager Hugo Dellien Camilo Ugo Carabelli Francesco Passaro            |
| 11.     | 11 marca | Challenger de Santiago Santiago Challenger 75 Ceglana          | Fernando Romboli Marcelo Zormann | 7:6(5), 6:4          | Boris Arias Federico Zeballos           | Gustavo Heide Liam Draxl                    | Gianluca Mager Hugo Dellien Camilo Ugo Carabelli Francesco Passaro            |
| 11.     | 11 marca | Kiskút Open Székesfehérvár Challenger 75 Ceglana (hala)        | Tseng Chun-hsin                  | 4:1(k)               | Titouan Droguet                         | Francesco Maestrelli Franco Agamenone       | Daniel Michalski Matteo Martineau Zdeněk Kolář Zsombor Piros                  |
| 11.     | 11 marca | Kiskút Open Székesfehérvár Challenger 75 Ceglana (hala)        | Titouan Droguet Matteo Martineau | 4:6, 7:5, 10:8       | André Göransson Denys Mołczanow         | Francesco Maestrelli Franco Agamenone       | Daniel Michalski Matteo Martineau Zdeněk Kolář Zsombor Piros                  |
| 11.     | 11 marca | Tennis Challenger Hamburg Hamburg Challenger 50 Twarda (hala)  | Henri Squire                     | 6:4, 6:2             | Clément Chidekh                         | Alexander Blockx Yuta Shimizu               | Rudolf Molleker Alexander Ritschard Michael Agwi Mattia Bellucci              |
| 11.     | 11 marca | Tennis Challenger Hamburg Hamburg Challenger 50 Twarda (hala)  | Mattia Bellucci Rémy Bertola     | 6:4, 7:5             | Karol Drzewiecki Patrik Niklas-Salminen | Alexander Blockx Yuta Shimizu               | Rudolf Molleker Alexander Ritschard Michael Agwi Mattia Bellucci              |
| 12.     | 18 marca | Paraguay Open Asunción Challenger 75 Ceglana                   | Gustavo Heide                    | 7:5, 6:7(6), 6:1     | João Fonseca                            | Juan Pablo Varillas Roman Andres Burruchaga | Federico Agustín Gómez Alexander Weis Orlando Luz Gianluca Mager              |
| 12.     | 18 marca | Paraguay Open Asunción Challenger 75 Ceglana                   | Boris Arias Federico Zeballos    | 6:2, 6:2             | Gonzalo Bueno Álvaro Guillén Meza       | Juan Pablo Varillas Roman Andres Burruchaga | Federico Agustín Gómez Alexander Weis Orlando Luz Gianluca Mager              |
| 12.     | 18 marca | Murcia Open Murcja Challenger 75 Ceglana                       | Henrique Rocha                   | 3:6, 7:6(0), 7:5     | Nikoloz Basilaszwili                    | Albert Ramos-Viñolas Pablo Llamas Ruiz      | Bu Yunchaokete Marco Trungelliti Radu Albot Richard Gasquet                   |
| 12.     | 18 marca | Murcia Open Murcja Challenger 75 Ceglana                       | Théo Arribagé Victor Vlad Cornea | 7:5, 6:1             | Arjun Kadhe Jeevan Nedunchezhiyan       | Albert Ramos-Viñolas Pablo Llamas Ruiz      | Bu Yunchaokete Marco Trungelliti Radu Albot Richard Gasquet                   |
| 12.     | 18 marca | Zadar Open Zadar Challenger 75 Ceglana                         | Jozef Kovalík                    | 6:4, 6:2             | Adrian Andreew                          | Jonáš Forejtek Timofiej Skatow              | Lukas Neumayer Nino Serdarušić Enrico Dalla Valle Sandro Kopp                 |
| 12.     | 18 marca | Zadar Open Zadar Challenger 75 Ceglana                         | Manuel Guinard Grégoire Jacq     | 6:4, 6:4             | Roman Jebavý Zdeněk Kolář               | Jonáš Forejtek Timofiej Skatow              | Lukas Neumayer Nino Serdarušić Enrico Dalla Valle Sandro Kopp                 |
| 12.     | 18 marca | Yucatán Open Mérida Challenger 50 Ceglana                      | Tristan Boyer                    | 7:6(6), 6:2          | Juan Pablo Ficovich                     | Nick Hardt Murkel Dellien                   | Facundo Mena Dmitrij Popko Roberto Cid Subervi Stefan Kozlov                  |
| 12.     | 18 marca | Yucatán Open Mérida Challenger 50 Ceglana                      | Thomas Fancutt Hunter Reese      | 7:5, 6:3             | Boris Kozlov Stefan Kozlov              | Nick Hardt Murkel Dellien                   | Facundo Mena Dmitrij Popko Roberto Cid Subervi Stefan Kozlov                  |
| 13.     | 25 marca | Tennis Napoli Cup Neapol Challenger 125 Ceglana                |                                  |                      |                                         |                                             |                                                                               |
| 13.     | 25 marca | Tennis Napoli Cup Neapol Challenger 125 Ceglana                |                                  |                      |                                         |                                             |                                                                               |
| 13.     | 25 marca | Girona Challenger Girona Challenger 100 Ceglana                |                                  |                      |                                         |                                             |                                                                               |
| 13.     | 25 marca |                                                                |                                  |                      |                                         |                                             |                                                                               |
| 13.     | 25 marca | San Luis Open Challenger San Luis Potosí Challenger 75 Ceglana |                                  |                      |                                         |                                             |                                                                               |
| 13.     | 25 marca |                                                                |                                  |                      |                                         |                                             |                                                                               |
| 13.     | 25 marca | São Léo Open São Leopoldo Challenger 75 Ceglana                |                                  |                      |                                         |                                             |                                                                               |
| 13.     | 25 marca |                                                                |                                  |                      |                                         |                                             |                                                                               |

### Kwiecień
| Tydzień | Data        | Turniej                                                         | Zwycięzcy | Wynik | Finaliści | Półfinaliści | Ćwierćfinaliści |
| ------- | ----------- | --------------------------------------------------------------- | --------- | ----- | --------- | ------------ | --------------- |
| 14.     | 1 kwietnia  | Mexico City Open Meksyk Challenger 125 Ceglana                  |           |       |           |              |                 |
| 14.     | 1 kwietnia  | Mexico City Open Meksyk Challenger 125 Ceglana                  |           |       |           |              |                 |
| 14.     | 1 kwietnia  | Sánchez-Casal Cup Barcelona Challenger 75 Ceglana               |           |       |           |              |                 |
| 14.     | 1 kwietnia  |                                                                 |           |       |           |              |                 |
| 14.     | 1 kwietnia  | Open Città della Disfida Barletta Challenger 75 Ceglana         |           |       |           |              |                 |
| 14.     | 1 kwietnia  |                                                                 |           |       |           |              |                 |
| 14.     | 1 kwietnia  | Engie Open Florianópolis Florianópolis Challenger 75 Ceglana    |           |       |           |              |                 |
| 14.     | 1 kwietnia  |                                                                 |           |       |           |              |                 |
| 15.     | 8 kwietnia  | Busan Open Pusan Challenger 125 Twarda                          |           |       |           |              |                 |
| 15.     | 8 kwietnia  | Busan Open Pusan Challenger 125 Twarda                          |           |       |           |              |                 |
| 15.     | 8 kwietnia  | Open Comunidad de Madrid Madryt Challenger 100 Ceglana          |           |       |           |              |                 |
| 15.     | 8 kwietnia  |                                                                 |           |       |           |              |                 |
| 15.     | 8 kwietnia  | Morelos Open Cuernavaca Challenger 75 Twarda                    |           |       |           |              |                 |
| 15.     | 8 kwietnia  |                                                                 |           |       |           |              |                 |
| 15.     | 8 kwietnia  | Sarasota Open Sarasota Challenger 75 Ceglana                    |           |       |           |              |                 |
| 15.     | 8 kwietnia  |                                                                 |           |       |           |              |                 |
| 15.     | 8 kwietnia  | Split Open Split Challenger 75 Ceglana                          |           |       |           |              |                 |
| 15.     | 8 kwietnia  |                                                                 |           |       |           |              |                 |
| 16.     | 15 kwietnia | GNP Seguros Tennis Open Acapulco Challenger 125 Twarda          |           |       |           |              |                 |
| 16.     | 15 kwietnia | GNP Seguros Tennis Open Acapulco Challenger 125 Twarda          |           |       |           |              |                 |
| 16.     | 15 kwietnia | Open de Oeiras Oeiras Challenger 125 Ceglana                    |           |       |           |              |                 |
| 16.     | 15 kwietnia |                                                                 |           |       |           |              |                 |
| 16.     | 15 kwietnia | Gwangju Open Gwangju Challenger 75 Twarda                       |           |       |           |              |                 |
| 16.     | 15 kwietnia |                                                                 |           |       |           |              |                 |
| 16.     | 15 kwietnia | Tallahassee Tennis Challenger Tallahassee Challenger 75 Ceglana |           |       |           |              |                 |
| 16.     | 15 kwietnia |                                                                 |           |       |           |              |                 |
| 16.     | 15 kwietnia | Challenger Tucumán San Miguel de Tucumán Challenger 50 Ceglana  |           |       |           |              |                 |
| 16.     | 15 kwietnia |                                                                 |           |       |           |              |                 |
| 17.     | 22 kwietnia |                                                                 |           |       |           |              |                 |
| 17.     | 22 kwietnia | Ostra Group Open Ostrawa Challenger 75 Ceglana                  |           |       |           |              |                 |
| 17.     | 22 kwietnia |                                                                 |           |       |           |              |                 |
| 17.     | 22 kwietnia | Garden Open Rzym Challenger 75 Ceglana                          |           |       |           |              |                 |
| 17.     | 22 kwietnia |                                                                 |           |       |           |              |                 |
| 17.     | 22 kwietnia | Savannah Challenger Savannah Challenger 75 Ceglana              |           |       |           |              |                 |
| 17.     | 22 kwietnia |                                                                 |           |       |           |              |                 |
| 17.     | 22 kwietnia | Shenzhen Luohu Challenger Shenzhen Challenger 75 Twarda         |           |       |           |              |                 |
| 17.     | 22 kwietnia |                                                                 |           |       |           |              |                 |
| 17.     | 22 kwietnia | Challenger Concepción Concepción Challenger 50 Ceglana          |           |       |           |              |                 |
| 17.     | 22 kwietnia |                                                                 |           |       |           |              |                 |
| 18.     | 29 kwietnia | Open Aix Provence Aix-en-Provence Challenger 175 Ceglana        |           |       |           |              |                 |
| 18.     | 29 kwietnia | Open Aix Provence Aix-en-Provence Challenger 175 Ceglana        |           |       |           |              |                 |
| 18.     | 29 kwietnia | Sardegna Open Cagliari Challenger 175 Ceglana                   |           |       |           |              |                 |
| 18.     | 29 kwietnia |                                                                 |           |       |           |              |                 |
| 18.     | 29 kwietnia | Guangzhou International Challenger Kanton Challenger 75 Twarda  |           |       |           |              |                 |
| 18.     | 29 kwietnia |                                                                 |           |       |           |              |                 |
| 18.     | 29 kwietnia | Brasil Tennis Open Porto Alegre Challenger 50 Ceglana           |           |       |           |              |                 |
| 18.     | 29 kwietnia |                                                                 |           |       |           |              |                 |

### Maj
| Tydzień | Data | Turniej | Zwycięzcy | Wynik | Finaliści | Półfinaliści | Ćwierćfinaliści |
| ------- | ---- | ------- | --------- | ----- | --------- | ------------ | --------------- |

### Czerwiec
| Tydzień | Data | Turniej | Zwycięzcy | Wynik | Finaliści | Półfinaliści | Ćwierćfinaliści |
| ------- | ---- | ------- | --------- | ----- | --------- | ------------ | --------------- |

### Lipiec
| Tydzień | Data | Turniej | Zwycięzcy | Wynik | Finaliści | Półfinaliści | Ćwierćfinaliści |
| ------- | ---- | ------- | --------- | ----- | --------- | ------------ | --------------- |

### Sierpień
| Tydzień | Data | Turniej | Zwycięzcy | Wynik | Finaliści | Półfinaliści | Ćwierćfinaliści |
| ------- | ---- | ------- | --------- | ----- | --------- | ------------ | --------------- |

### Wrzesień
| Tydzień | Data | Turniej | Zwycięzcy | Wynik | Finaliści | Półfinaliści | Ćwierćfinaliści |
| ------- | ---- | ------- | --------- | ----- | --------- | ------------ | --------------- |

### Październik
| Tydzień | Data | Turniej | Zwycięzcy | Wynik | Finaliści | Półfinaliści | Ćwierćfinaliści |
| ------- | ---- | ------- | --------- | ----- | --------- | ------------ | --------------- |

### Listopad
| Tydzień | Data | Turniej | Zwycięzcy | Wynik | Finaliści | Półfinaliści | Ćwierćfinaliści |
| ------- | ---- | ------- | --------- | ----- | --------- | ------------ | --------------- |

### Grudzień
| Tydzień | Data | Turniej | Zwycięzcy | Wynik | Finaliści | Półfinaliści | Ćwierćfinaliści |
| ------- | ---- | ------- | --------- | ----- | --------- | ------------ | --------------- |

## Wygrane turnieje

### Klasyfikacja tenisistów
| Wygrane | Zawodnik                   | Challenger 175 | Challenger 175 | Challenger 125 | Challenger 125 | Challenger 100 | Challenger 100 | Challenger 75 | Challenger 75 | Challenger 50 | Challenger 50 | Łącznie | Łącznie |
| Wygrane | Zawodnik                   | S              | D              | S              | D              | S              | D              | S             | D             | S             | D             | S       | D       |
| ------- | -------------------------- | -------------- | -------------- | -------------- | -------------- | -------------- | -------------- | ------------- | ------------- | ------------- | ------------- | ------- | ------- |
| 3       | Manuel Guinard             |                |                |                | 1              |                |                |               | 2             |               |               | 0       | 3       |
| 3       | Valentin Vacherot          |                |                |                |                | 1              |                | 2             |               |               |               | 3       | 0       |
| 3       | Sander Arends              |                |                |                |                |                | 1              |               | 2             |               |               | 0       | 3       |
| 3       | Sem Verbeek                |                |                |                |                |                | 1              |               | 2             |               |               | 0       | 3       |
| 3       | Marcus Willis              |                |                |                |                |                | 1              |               |               |               | 2             | 0       | 3       |
| 2       | Brandon Nakashima          |                |                |                | 1              | 1              |                |               |               |               |               | 1       | 1       |
| 2       | Arthur Rinderknech         |                |                |                | 1              | 1              |                |               |               |               |               | 1       | 1       |
| 2       | Christian Harrison         |                |                |                | 1              |                | 1              |               |               |               |               | 0       | 2       |
| 2       | Leandro Riedi              |                |                | 1              |                |                |                | 1             |               |               |               | 2       | 0       |
| 2       | Michaił Kukuszkin          |                |                | 1              |                |                |                | 1             |               |               |               | 2       | 0       |
| 2       | Otto Virtanen              |                |                | 1              |                |                |                | 1             |               |               |               | 2       | 0       |
| 2       | Luke Johnson               |                |                |                | 1              |                |                |               | 1             |               |               | 0       | 2       |
| 2       | Skander Mansouri           |                |                |                | 1              |                |                |               | 1             |               |               | 0       | 2       |
| 2       | Saketh Myneni              |                |                |                |                |                | 2              |               |               |               |               | 0       | 2       |
| 2       | Ramkumar Ramanathan        |                |                |                |                |                | 2              |               |               |               |               | 0       | 2       |
| 2       | Matteo Gigante             |                |                |                |                | 1              |                | 1             |               |               |               | 2       | 0       |
| 2       | Adam Walton                |                |                |                |                |                | 1              | 1             |               |               |               | 1       | 1       |
| 2       | Camilo Ugo Carabelli       |                |                |                |                |                |                | 2             |               |               |               | 2       | 0       |
| 2       | George Goldhoff            |                |                |                |                |                |                |               | 2             |               |               | 0       | 2       |
| 2       | James Trotter              |                |                |                |                |                |                |               | 2             |               |               | 0       | 2       |
| 2       | Piotr Matuszewski          |                |                |                |                |                |                |               | 2             |               |               | 0       | 2       |
| 2       | Grégoire Jacq              |                |                |                |                |                |                |               | 2             |               |               | 0       | 2       |
| 2       | Ryan Seggerman             |                |                |                |                |                |                |               |               |               | 2             | 0       | 2       |
| 2       | Patrik Trhac               |                |                |                |                |                |                |               |               |               | 2             | 0       | 2       |
| 2       | Petr Nouza                 |                |                |                |                |                |                |               |               |               | 2             | 0       | 2       |
| 2       | Patrik Rikl                |                |                |                |                |                |                |               |               |               | 2             | 0       | 2       |
| 2       | Hunter Reese               |                |                |                |                |                |                |               |               |               | 2             | 0       | 2       |
| 1       | Nuno Borges                | 1              |                |                |                |                |                |               |               |               |               | 1       | 0       |
| 1       | Sadio Doumbia              |                | 1              |                |                |                |                |               |               |               |               | 0       | 1       |
| 1       | Fabien Reboul              |                | 1              |                |                |                |                |               |               |               |               | 0       | 1       |
| 1       | Dominik Koepfer            |                |                | 1              |                |                |                |               |               |               |               | 1       | 0       |
| 1       | Pierre-Hugues Herbert      |                |                | 1              |                |                |                |               |               |               |               | 1       | 0       |
| 1       | Daniel Rincón              |                |                |                | 1              |                |                |               |               |               |               | 0       | 1       |
| 1       | Abdullah Shelbayh          |                |                |                | 1              |                |                |               |               |               |               | 0       | 1       |
| 1       | Sergio Martos Gornés       |                |                |                | 1              |                |                |               |               |               |               | 0       | 1       |
| 1       | Petros Tsitsipas           |                |                |                | 1              |                |                |               |               |               |               | 0       | 1       |
| 1       | Arthur Cazaux              |                |                |                |                | 1              |                |               |               |               |               | 1       | 0       |
| 1       | Jurij Rodionov             |                |                |                |                | 1              |                |               |               |               |               | 1       | 0       |
| 1       | Sumit Nagal                |                |                |                |                | 1              |                |               |               |               |               | 1       | 0       |
| 1       | Stefano Napolitano         |                |                |                |                | 1              |                |               |               |               |               | 1       | 0       |
| 1       | Colin Sinclair             |                |                |                |                |                | 1              |               |               |               |               | 0       | 1       |
| 1       | Rubin Statham              |                |                |                |                |                | 1              |               |               |               |               | 0       | 1       |
| 1       | Vasil Kirkov               |                |                |                |                |                | 1              |               |               |               |               | 0       | 1       |
| 1       | Luis David Martínez        |                |                |                |                |                | 1              |               |               |               |               | 0       | 1       |
| 1       | Tristan Schoolkate         |                |                |                |                |                | 1              |               |               |               |               | 0       | 1       |
| 1       | Gianluca Mager             |                |                |                |                |                |                | 1             |               |               |               | 1       | 0       |
| 1       | Omar Jasika                |                |                |                |                |                |                | 1             |               |               |               | 1       | 0       |
| 1       | Patrick Kypson             |                |                |                |                |                |                | 1             |               |               |               | 1       | 0       |
| 1       | Zsombor Piros              |                |                |                |                |                |                | 1             |               |               |               | 1       | 0       |
| 1       | Geoffrey Blancaneaux       |                |                |                |                |                |                | 1             |               |               |               | 1       | 0       |
| 1       | Juan Pablo Varillas        |                |                |                |                |                |                | 1             |               |               |               | 1       | 0       |
| 1       | Tseng Chun-hsin            |                |                |                |                |                |                | 1             |               |               |               | 1       | 0       |
| 1       | Gustavo Heide              |                |                |                |                |                |                | 1             |               |               |               | 1       | 0       |
| 1       | Henrique Rocha             |                |                |                |                |                |                | 1             |               |               |               | 1       | 0       |
| 1       | Jozef Kovalík              |                |                |                |                |                |                | 1             |               |               |               | 1       | 0       |
| 1       | Arthur Fery                |                |                |                |                |                |                |               | 1             |               |               | 0       | 1       |
| 1       | Joshua Paris               |                |                |                |                |                |                |               | 1             |               |               | 0       | 1       |
| 1       | Karol Drzewiecki           |                |                |                |                |                |                |               | 1             |               |               | 0       | 1       |
| 1       | Murkel Dellien             |                |                |                |                |                |                |               | 1             |               |               | 0       | 1       |
| 1       | Federico Agustín Gómez     |                |                |                |                |                |                |               | 1             |               |               | 0       | 1       |
| 1       | Alex Bolt                  |                |                |                |                |                |                |               | 1             |               |               | 0       | 1       |
| 1       | Luke Saville               |                |                |                |                |                |                |               | 1             |               |               | 0       | 1       |
| 1       | Guido Andreozzi            |                |                |                |                |                |                |               | 1             |               |               | 0       | 1       |
| 1       | Guillermo Durán            |                |                |                |                |                |                |               | 1             |               |               | 0       | 1       |
| 1       | Benjamin Lock              |                |                |                |                |                |                |               | 1             |               |               | 0       | 1       |
| 1       | Yuta Shimizu               |                |                |                |                |                |                |               | 1             |               |               | 0       | 1       |
| 1       | Matthew Romios             |                |                |                |                |                |                |               | 1             |               |               | 0       | 1       |
| 1       | Andrea Collarini           |                |                |                |                |                |                |               | 1             |               |               | 0       | 1       |
| 1       | Renzo Olivo                |                |                |                |                |                |                |               | 1             |               |               | 0       | 1       |
| 1       | Fernando Romboli           |                |                |                |                |                |                |               | 1             |               |               | 0       | 1       |
| 1       | Marcelo Zormann            |                |                |                |                |                |                |               | 1             |               |               | 0       | 1       |
| 1       | Boris Arias                |                |                |                |                |                |                |               | 1             |               |               | 0       | 1       |
| 1       | Federico Zeballos          |                |                |                |                |                |                |               | 1             |               |               | 0       | 1       |
| 1       | Théo Arribagé              |                |                |                |                |                |                |               | 1             |               |               | 0       | 1       |
| 1       | Victor Vlad Cornea         |                |                |                |                |                |                |               | 1             |               |               | 0       | 1       |
| 1       | Titouan Droguet            |                |                |                |                |                |                |               | 1             |               |               | 0       | 1       |
| 1       | Matteo Martineau           |                |                |                |                |                |                |               | 1             |               |               | 0       | 1       |
| 1       | Maks Kaśnikowski           |                |                |                |                |                |                |               |               | 1             |               | 1       | 0       |
| 1       | Gonzalo Bueno              |                |                |                |                |                |                |               |               | 1             |               | 1       | 0       |
| 1       | Mitchell Krueger           |                |                |                |                |                |                |               |               | 1             |               | 1       | 0       |
| 1       | Facundo Bagnis             |                |                |                |                |                |                |               |               | 1             |               | 1       | 0       |
| 1       | Blaise Bicknell            |                |                |                |                |                |                |               |               | 1             |               | 1       | 0       |
| 1       | Giovanni Mpetshi Perricard |                |                |                |                |                |                |               |               | 1             |               | 1       | 0       |
| 1       | Clément Chidekh            |                |                |                |                |                |                |               |               | 1             |               | 1       | 0       |
| 1       | Kamil Majchrzak            |                |                |                |                |                |                |               |               | 1             |               | 1       | 0       |
| 1       | Marco Trungelliti          |                |                |                |                |                |                |               |               | 1             |               | 1       | 0       |
| 1       | Henri Squire               |                |                |                |                |                |                |               |               | 1             |               | 1       | 0       |
| 1       | Tristan Boyer              |                |                |                |                |                |                |               |               | 1             |               | 1       | 0       |
| 1       | Jay Clarke                 |                |                |                |                |                |                |               |               |               | 1             | 0       | 1       |
| 1       | Arklon Huertas del Pino    |                |                |                |                |                |                |               |               |               | 1             | 0       | 1       |
| 1       | Conner Huertas del Pino    |                |                |                |                |                |                |               |               |               | 1             | 0       | 1       |
| 1       | João Fonseca               |                |                |                |                |                |                |               |               |               | 1             | 0       | 1       |
| 1       | Pedro Sakamoto             |                |                |                |                |                |                |               |               |               | 1             | 0       | 1       |
| 1       | Scott Duncan               |                |                |                |                |                |                |               |               |               | 1             | 0       | 1       |
| 1       | Max Houkes                 |                |                |                |                |                |                |               |               |               | 1             | 0       | 1       |
| 1       | Clément Tabur              |                |                |                |                |                |                |               |               |               | 1             | 0       | 1       |
| 1       | Thomas Fancutt             |                |                |                |                |                |                |               |               |               | 1             | 0       | 1       |
| 1       | Mattia Bellucci            |                |                |                |                |                |                |               |               |               | 1             | 0       | 1       |
| 1       | Rémy Bertola               |                |                |                |                |                |                |               |               |               | 1             | 0       | 1       |
| 1       | Thomas Fancutt             |                |                |                |                |                |                |               |               |               | 1             | 0       | 1       |

### Klasyfikacja państw
| Wygrane | Państwo           | Challenger 175 | Challenger 175 | Challenger 125 | Challenger 125 | Challenger 100 | Challenger 100 | Challenger 75 | Challenger 75 | Challenger 50 | Challenger 50 | Łącznie | Łącznie |
| Wygrane | Państwo           | S              | D              | S              | D              | S              | D              | S             | D             | S             | D             | S       | D       |
| ------- | ----------------- | -------------- | -------------- | -------------- | -------------- | -------------- | -------------- | ------------- | ------------- | ------------- | ------------- | ------- | ------- |
| 13      | Francja           |                | 1              | 1              | 1              | 2              |                | 1             | 4             | 2             | 1             | 6       | 7       |
| 13      | Stany Zjednoczone |                |                |                | 1              | 1              | 2              | 1             | 2             | 2             | 4             | 4       | 9       |
| 8       | Australia         |                |                |                |                |                | 2              | 1             | 3             |               | 2             | 1       | 7       |
| 7       | Argentyna         |                |                |                |                |                |                | 2             | 3             | 2             |               | 4       | 3       |
| 6       | Wielka Brytania   |                |                |                | 1              |                | 1              |               | 2             |               | 2             | 0       | 6       |
| 5       | Włochy            |                |                |                |                | 1              |                | 3             |               |               | 1             | 4       | 1       |
| 4       | Holandia          |                |                |                |                |                | 1              |               | 2             |               | 1             | 0       | 4       |
| 4       | Polska            |                |                |                |                |                |                |               | 2             | 2             |               | 2       | 2       |
| 3       | Szwajcaria        |                |                | 1              |                |                |                | 1             |               |               | 1             | 2       | 1       |
| 3       | Indie             |                |                |                |                | 1              | 2              |               |               |               |               | 1       | 2       |
| 3       | Monako            |                |                |                |                | 1              |                | 2             |               |               |               | 3       | 0       |
| 3       | Peru              |                |                |                |                |                |                | 1             |               | 1             | 1             | 2       | 1       |
| 3       | Japonia           |                |                |                |                |                |                |               | 3             |               |               | 0       | 3       |
| 3       | Brazylia          |                |                |                |                |                |                |               | 2             |               | 1             | 0       | 3       |
| 2       | Portugalia        | 1              |                |                |                |                |                | 1             |               |               |               | 2       | 0       |
| 2       | Hiszpania         |                |                |                | 2              |                |                |               |               |               |               | 0       | 2       |
| 2       | Kazachstan        |                |                | 1              |                |                |                | 1             |               |               |               | 2       | 0       |
| 2       | Finlandia         |                |                | 1              |                |                |                | 1             |               |               |               | 2       | 0       |
| 2       | Niemcy            |                |                | 1              |                |                |                |               |               | 1             |               | 2       | 0       |
| 2       | Tunezja           |                |                |                | 1              |                |                |               | 1             |               |               | 0       | 2       |
| 2       | Czechy            |                |                |                |                |                |                |               | 1             |               | 1             | 0       | 2       |
| 2       | Boliwia           |                |                |                |                |                |                |               | 2             |               |               | 0       | 2       |
| 1       | Jordania          |                |                |                | 1              |                |                |               |               |               |               | 0       | 1       |
| 1       | Grecja            |                |                |                | 1              |                |                |               |               |               |               | 0       | 1       |
| 1       | Austria           |                |                |                |                | 1              |                |               |               |               |               | 1       | 0       |
| 1       | Mariany Północne  |                |                |                |                |                | 1              |               |               |               |               | 0       | 1       |
| 1       | Nowa Zelandia     |                |                |                |                |                | 1              |               |               |               |               | 0       | 1       |
| 1       | Wenezuela         |                |                |                |                |                | 1              |               |               |               |               | 0       | 1       |
| 1       | Węgry             |                |                |                |                |                |                | 1             |               |               |               | 1       | 0       |
| 1       | Chińskie Tajpej   |                |                |                |                |                |                | 1             |               |               |               | 1       | 0       |
| 1       | Słowacja          |                |                |                |                |                |                | 1             |               |               |               | 0       | 1       |
| 1       | Zimbabwe          |                |                |                |                |                |                |               | 1             |               |               | 0       | 1       |
| 1       | Rumunia           |                |                |                |                |                |                |               | 1             |               |               | 0       | 1       |
| 1       | Jamajka           |                |                |                |                |                |                |               |               | 1             |               | 1       | 0       |